# Lophochroa
Lophochroa is een monotypisch geslacht van kaketoes (Cacatuidae). In de versie 13.2 is dit geslacht opgeheven en verplaatst naar Cacatua. Het gaat om: Cacatua leadbeateri synoniem: Lophochroa leadbeateri (incakaketoe).